# Marisa Traversi
Marisa Traversi, née Marialuisa Traversi (Milão, 6 de agosto de 1934 – Roma, 15 de março de 2023), foi uma atriz italiana.

## Biografia

### Vida pregressa
Marisa Traversi nasceu em Milão e mudou-se com a família para Roma imediatamente após a Segunda Guerra Mundial. Sendo primeiro cantora em boates romanas e rainha de diversos concursos de beleza, participando também das seleções de Miss Itália, conseguiu um papel no filme Parola di ladro (1957), de Nanni Loy. A partir daí começou sua carreira no cinema e na televisão. Apreciada por Erminio Macário, também trabalhou muito em revistas e também colaborou com Dino Verde na criação de três edições do programa de sátira política Scanzonatissimo.
Também apareceu no filme Il medico della mutua (1968) de Luigi Zampa, no papel de prostituta, e em Amici mie (1975) de Mario Monicelli no papel de amante de Philippe Noiret. Teve participação cômica, como cantora, em Supercolpo da 7 miliardi (1966), de Bitto Albertini. Ela também atuou como dubladora em vários desenhos animados.

### Acidente de carro
No verão de 1972 sofreu um grave acidente automobilístico: enquanto viajava em seu Fiat 500 entre Fregene e Roma, devido a uma avaria o carro capotou, invadindo a outra faixa e colidindo com outros carros. Marisa Traversi chegou ao hospital em estado grave, mas após uma longa série de operações conseguiu se recuperar. Foi nesta ocasião que conheceu o cirurgião Nicola Pujia, que fazia parte da equipa médica, e que mais tarde se tornou seu companheiro de vida.
Os dois se casaram em 26 de julho de 1975 na igreja de Ss. João e Paulo. A atriz também conseguiu retomar a carreira cinematográfica, mas no início dos anos oitenta preferiu se aposentar para se dedicar à família. No entanto, mais tarde voltou várias vezes para trabalhar no teatro e na televisão.

## Filmografia

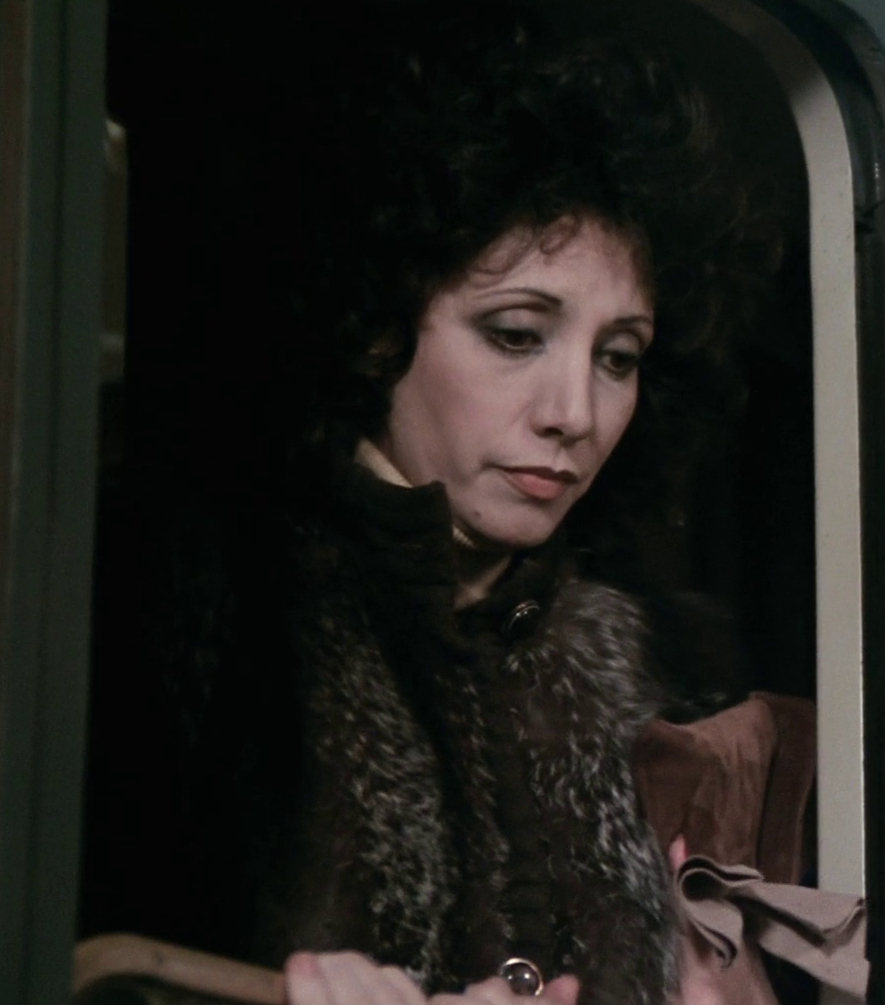
Marisa Traversi em Amici miei (1975).

### Cinema
- Palavra de um Ladrão, dirigido por Nanni Loy e Gianni Puccini (1957)
- Le dritte, dirigido por Mario Amendola (1958)
- As empregadas, dirigido por Carlo Ludovico Bragaglia (1959)
- Quem para está perdido, direção de Sergio Corbucci (1960)
- A Médica das Mulheres, dirigido por Marino Girolami (1962)
- A Garota Emprestada, dirigido por Alfredo Giannetti (1964)
- Supergolpe de 7 bilhões, dirigido por Bitto Albertini (1966)
- Três Passos para o Delírio, dirigido por Federico Fellini (1967)
- Flashman, dirigido por Mino Loy (1967)
- Não espere Django, filme, dirigido por Edoardo Mulargia (1967)
- Espião Espião, dirigido por Bruno Corbucci (1967)
- Maigret a Pigalle, dirigido por Mario Landi (1967)
- Roma como Chicago, dirigido por Alberto De Martino (1968)
- O médico do seguro de saúde, dirigido por Alberto Sordi (1968)
- Quintana, dirigido por Vincenzo Musolino (1969)
- Com que amor, com quanto amor, direção de Pasquale Festa Campanile (1970)
- Os Girassóis da Rússia, dirigido por Vittorio De Sica (1970)
- Os dois da F. 1 na corrida mais louca e louca do mundo, direção de Osvaldo Civirani (1971)
- Threesome ( Comemogether ), dirigido por Saul Swimmer (1971)
- Frankenstein '80, dirigido por Mario Mancini (1972)
- Aretino em seu raciocínio sobre cortesãs, mulheres casadas e... os cornos felizes , dirigido por Enrico Bomba (1972)
- Contos proibidos... sem roupa , dirigido por Brunello Rondi (1972)
- Ingrid na Estrada, dirigido por Brunello Rondi (1973)
- O Policial Está Podre, direção de Fernando Di Leo (1974)
- Meus amigos, dirigido por Mario Monicelli (1975)
- Febre do Cavalo, dirigido por Steno (1976)
- Os anos comoventes, dirigido por Vittorio Sindoni (1979)
- Fique calmo se puder, dirigido por Luigi Magni (1983)

### Televisão
- Tutto Totò – série de TV, episódio Totò ciak! (1967)
- Figli d'arte, direção de Flaminio Bollini (1967)
- Lulù, dirigido por Sandro Bolchi - filme para TV (1972)